# برده‌رشان (پیرانشهر)
برده‌رشان (پیرانشهر)، روستایی از توابع بخش مرکزی شهرستان پیرانشهر در استان آذربایجان غربی ایران است. یکی از روستاهای زیبای منطقه می‌باشد که مشرف به سد کانی سیب می‌باشد.

## جمعیت
این روستا در دهستان منگور غربی قرار دارد و براساس سرشماری مرکز آمار ایران در سال ۱۳۸۵، جمعیت آن زیر سه خانوار بوده‌است.